# Hontanaya
Hontanaya és un municipi de la província de Conca, a la comunitat autònoma de Castella-La Manxa. Limita amb Puebla de Almenara, Villamayor de Santiago i Tresjuncos.

## Demografia
| 1991 | 1996 | 2001 | 2004 |
| ---- | ---- | ---- | ---- |
| 498  | 494  | 434  | 421  |